# Cartea de recitire
Cartea de recitire este un volum de eseuri al poetului, scriitorului și eseistului român Nichita Stănescu, apărut în anul 1972 la Editura Cartea Românească.
Pentru acest volum Nichita Stănescu primește, pentru a treia oară, Premiul Uniunii Scriitorilor.